# Madre oscura
The Wretched (conocida en España e Hispanoamérica como Madre oscura) es una película de terror estadounidense de 2019 escrita y dirigida por Brett Pierce y Drew T. Pierce. Protagonizada por John-Paul Howard, Piper Curda, Zarah Mahler, Azie Tesfai y Jamison Jones, relata la historia de un joven que descubre una malvada bruja en los bosques cercanos a su vecindario.
La película se estrenó en el Fantasia International Film Festival de 2019 y a través de plataformas digitales y autocines el 1 de mayo de 2020. Debido a la pandemia del COVID-19, la película llegó a encabezar la taquilla estadounidense en sus primeras seis semanas de estreno.

## Sinopsis
Ben es un adolescente problemático que, mientras trata de superar la repentina separación de sus padres, descubre un oscuro y peligroso secreto al enterarse de que en los bosques aledaños a su vecindario habita una bruja milenaria y despiadada que se ha apoderado del cuerpo de su vecina.

## Trama
En 1985, Megan llega a la casa de los Gambels para cuidar a su hija Ashley. En el sótano, encuentra una criatura inhumana que se alimenta de la pequeña Ashley. Aterrada, intenta escapar, pero el Sr. Gambel le cierra la puerta a propósito. Se muestra un letrero extraño en la puerta.
En el presente, Ben Shaw viene a vivir con su padre Liam ya que sus padres están en medio de un divorcio. Liam le da a Ben un trabajo en el puerto deportivo, donde se hace amigo de Mallory. Durante su turno, se da cuenta de que Liam besa a una compañera de trabajo llamada Sara. En el bosque, Dillon, el hijo de la vecina de Liam, Abbie, encuentra un árbol con el mismo símbolo que se ve en la casa de Gambel. Oye lo que suena como la voz de Abbie proveniente del árbol, llamándolo antes de que aparezca Abbie. Traen a casa un venado que han atropellado con el coche y más tarde esa noche, algo sale del cadáver del venado.
Ben investiga ruidos extraños que escucha en el techo. Sigue los sonidos hasta la casa de Abbie, pero todo lo que encuentra es un animal. Él vislumbra a una bruja en el porche, pero no puede estar seguro de lo que vio debido a que el esposo de Abbie, Ty, encendió la luz del porche. Ben se hace amigo de Dillon y le hace prometer que le dirá si ve algo extraño en su casa. Esa noche, Abbie va a ver cómo está su hijo pequeño Sam (el hermano menor de Dillon) en su cuna. Sin embargo, descubre que desapareció, reemplazado por un paquete de palos. Luego es atacada por la bruja. Más tarde, Ben se da cuenta de que Abbie camina hacia el bosque con un niño.
Ben regresa a casa una noche para encontrar a Dillon escondido en su casa, alegando que algo anda mal con su madre. Abbie viene a buscar a Dillon, amenaza a Ben e intenta entrar a la casa. Ty viene y se lleva a Dillon a casa. Dillon le dice a Ty que Abbie está actuando de manera extraña, pero Ty descarta sus preocupaciones. A Ben también le preocupa que algo extraño esté sucediendo con Abbie. En el trabajo, Ben se entera de que Dillon nunca se presentó a su lección de navegación. Cuando va a la casa de Dillon, Ty niega que tenga un hijo. Más tarde, Abbie le susurra a Ty algo demoníaco que hace que le sangren los oídos. Luego se da una ducha y su cuerpo comienza a  descomponerse.
Ben sospecha y lee sobre una bruja conocida por poseer a la gente y "alimentarse de los olvidados". Confía en Mallory, pero ella no lo toma en serio. Ella desliza una nota burlona debajo de la puerta de Abbie. Ben se cuela en el sótano de Abbie y encuentra una foto de la familia con la cara de Ty tachada, junto con una foto de Mallory y su hermana Lily. Se da cuenta de que la bruja es la siguiente en buscar a Lily. Él llama a Mallory para advertirle que Lily está en peligro, pero Mallory no recuerda a su hermana. Ben se apresura a salvar a Lily, pero es demasiado tarde, ya que la bruja la ha metido en su árbol. Queda inconsciente tras golpearse la cabeza con una piedra. Al regresar a casa, descubre que Liam ha llamado a la policía debido a la desaparición de Ben. Ben intenta explicar lo que está pasando con los vecinos, pero se le acusa de consumir drogas. Ben confía en Sara, pero nota que las flores se están pudriendo y se da cuenta de que está poseída por la bruja. Cuando ella intenta atacar, él le corta el brazo, pero la bruja hace que parezca que atacó a Sara sin ninguna razón y es puesto bajo custodia. Ben ve a Sara susurrando al oído del oficial. Le dice a Liam que Sara está poseída y le ruega que revise el sótano de los vecinos. En lugar de llevar a Ben a la estación, el oficial intenta ahogarlo en la playa hasta que un perro ataca. El oficial dispara al perro y luego a sí mismo cuando se da cuenta de que algo lo está controlando para matar a Ben. Mientras tanto, Liam encuentra los cadáveres de Ty y Abbie en su casa. Sara ataca a Liam y está a punto de matarlo, pero Ben llega y le dispara con el arma del oficial. La bruja sale del cadáver de Sara y va tras Ben, pero él lleva a Liam a un lugar seguro mientras su casa se incendia. Cuando se quema una imagen de Ben y su familia, Ben recuerda de repente que tiene un hermano pequeño, Nathan, lo que implica que la bruja hizo que se olvidara de él.
Ben y Mallory van al árbol para rescatar a sus hermanos. Cuando Ben rescata a Nathan y Lily, Liam llega y embiste con su coche contra la bruja. Luego, Ben y Nathan se van para regresar a la casa de su madre. Liam dice que se quedará con su hermano mientras se recupera del ataque de la bruja. Ben y Mallory se despiden con un beso y ella le pone una flor en el pelo antes de ir a dar lecciones de navegación. Ben se da cuenta de que la flor es falsa, revelando que la bruja está viva y ahora posee a Mallory, que está sola con tres niños.

## Reparto
- John-Paul Howard es Ben.
- Piper Curda es Mallory.
- Zarah Mahler es Abbie.
- Azie Tesfai es Sara.
- Jamison Jones es Liam.
- Kevin Bigley es Ty.
- Gabriela Quezada Bloomgarden es JJ.
- Richard Ellis es Gage.
- Blane Crockarell es Dillon.
- Ross Kidder es el oficial Guthrie.
- Kasey Bell es el oficial Kopitar.